# Одбојкашка репрезентација Северне Македоније
Одбојкашка репрезентација Северне Македоније представља национални тим Северне Македоније у одбојци. Савез је пуноправни члан ФИВБа и ЦЕВа.

### Наступи наОлимпијским играма
- Нема учешћа

### Наступи наСветским првенствима
- Нема учешћа

### Наступи наЕвропским првенствима
| Година                                          | Турнир                | Пласман               | ИГ                    | П                     | ИЗ                    | ДС                    | ИС                    |
| ----------------------------------------------- | --------------------- | --------------------- | --------------------- | --------------------- | --------------------- | --------------------- | --------------------- |
| 1948—1991.                                      | Као Југославија       | Као Југославија       | Као Југославија       | Као Југославија       | Као Југославија       | Као Југославија       | Као Југославија       |
| 1993—2017.                                      | Нису се квалификовали | Нису се квалификовали | Нису се квалификовали | Нису се квалификовали | Нису се квалификовали | Нису се квалификовали | Нису се квалификовали |
| / Белгија/Словенија/Француска/Холандија 2019.   | Групна фаза           | 17. место             | 5                     | 2                     | 3                     | 7                     | 11                    |
| / Естонија/Пољска/Финска/Чешка 2021.            | Групна фаза           | 23. место             | 5                     | 0                     | 5                     | 2                     | 15                    |
| / Италија/Бугарска/Сев. Македонија/Израел 2023. | Групна фаза           | 16. место             | 6                     | 2                     | 4                     | 6                     | 13                    |
| Укупно                                          | 3 учешћа              | 16. место             | 16                    | 4                     | 12                    | 15                    | 39                    |

### Наступи уЕвропској лиги
- 2014 –  3. место
- 2015 –   2nd место
- 2016 –   2nd место
- 2017 –   2nd место
- 2018 –  4. место – Сребрна лига
- 2021 –   2. место – Сребрна лига